# Suzeis
Els suzeis (llatí: Suzaei; grec antic: Σουζαῖοι, Suzèoi) foren una tribu de l'antiga Pèrsia esmentada per Ptolemeu. Podria tractar-se dels habitants de la Susiana o susians.